# Rabobank Bestuurscentrum
Het Rabobank Bestuurscentrum of de Rabotoren, ook wel de Verrekijker genoemd, is een kantoorgebouw in de stad Utrecht. De twee verbonden torens aan de Croeselaan vormen met 105 meter het hoogste kantoorgebouw van de stad en zijn in juni 2011 in gebruik genomen als het nieuwe hoofdkantoor van de Rabobank. Het ontwerp is van de hand van architect Rob Ligtvoet van het Rotterdamse bureau Kraaijvanger Architects.

## Achtergrond
De Rabobank was reeds sinds het begin van de jaren 1980 gevestigd aan de Utrechtse Croeselaan 18, vanaf de ingebruikname van het toen nieuw aangebouwde complex in 1984. Door de voortdurende groei van het bedrijf en het aantal werknemers bleek dit pand op den duur te klein, waarna omstreeks 2005 werd besloten tot nieuwbouw.
Omdat de toren net buiten de oude binnenstad van Utrecht staat, hoefde er geen rekening worden gehouden met de Hoogbouwvisie van de gemeente voor het stationsgebied, die stelt dat er niet hoger mag worden gebouwd dan 90 meter, om aantasting van de door de Domtoren gedomineerde skyline te voorkomen. Met 105 meter is de Rabotoren echter nog steeds lager dan de 112 meter hoge dom.

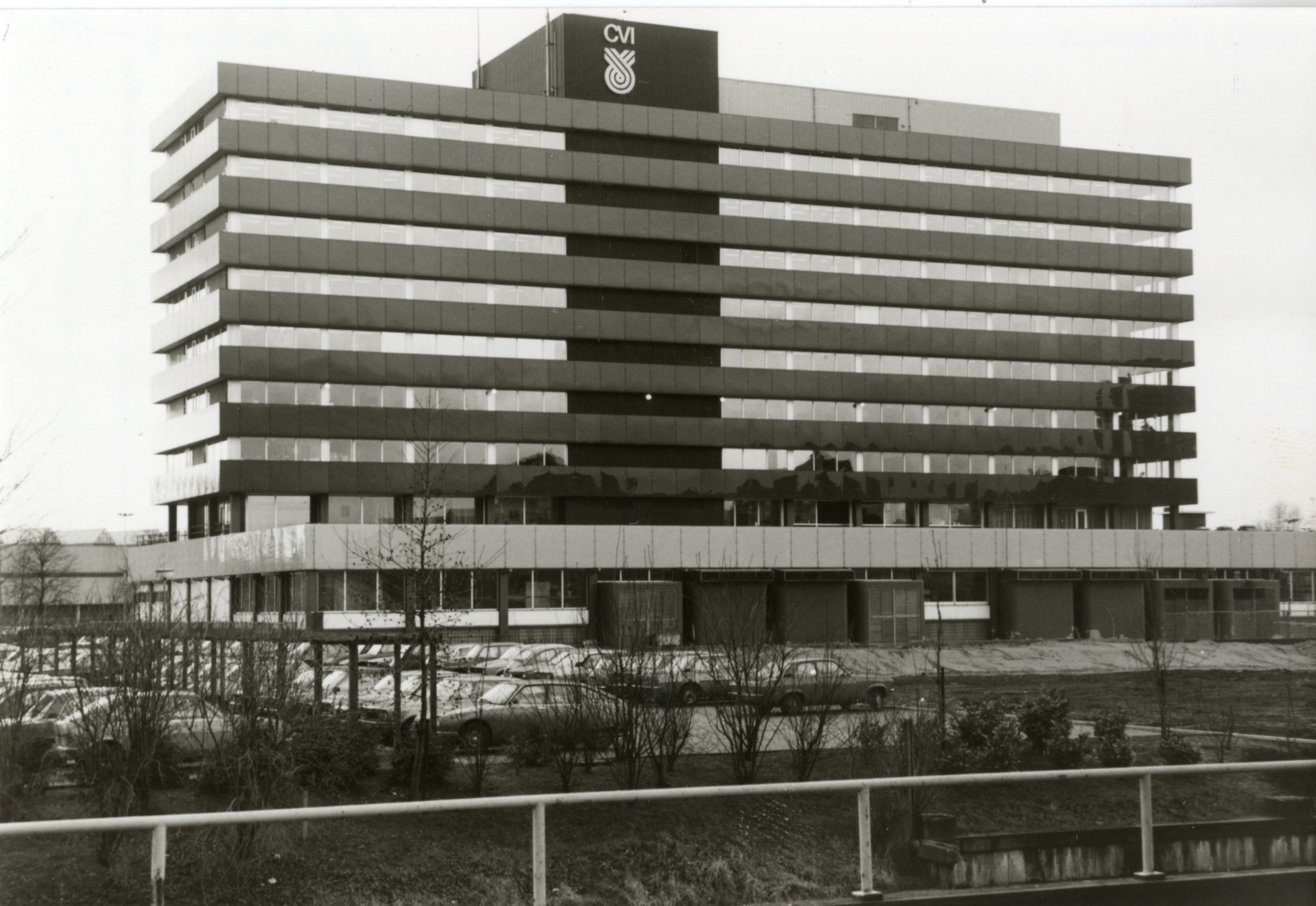
Kantoorgebouw van het Centrum voor Informatieverwerking (CVI) aan de Croeselaan 22

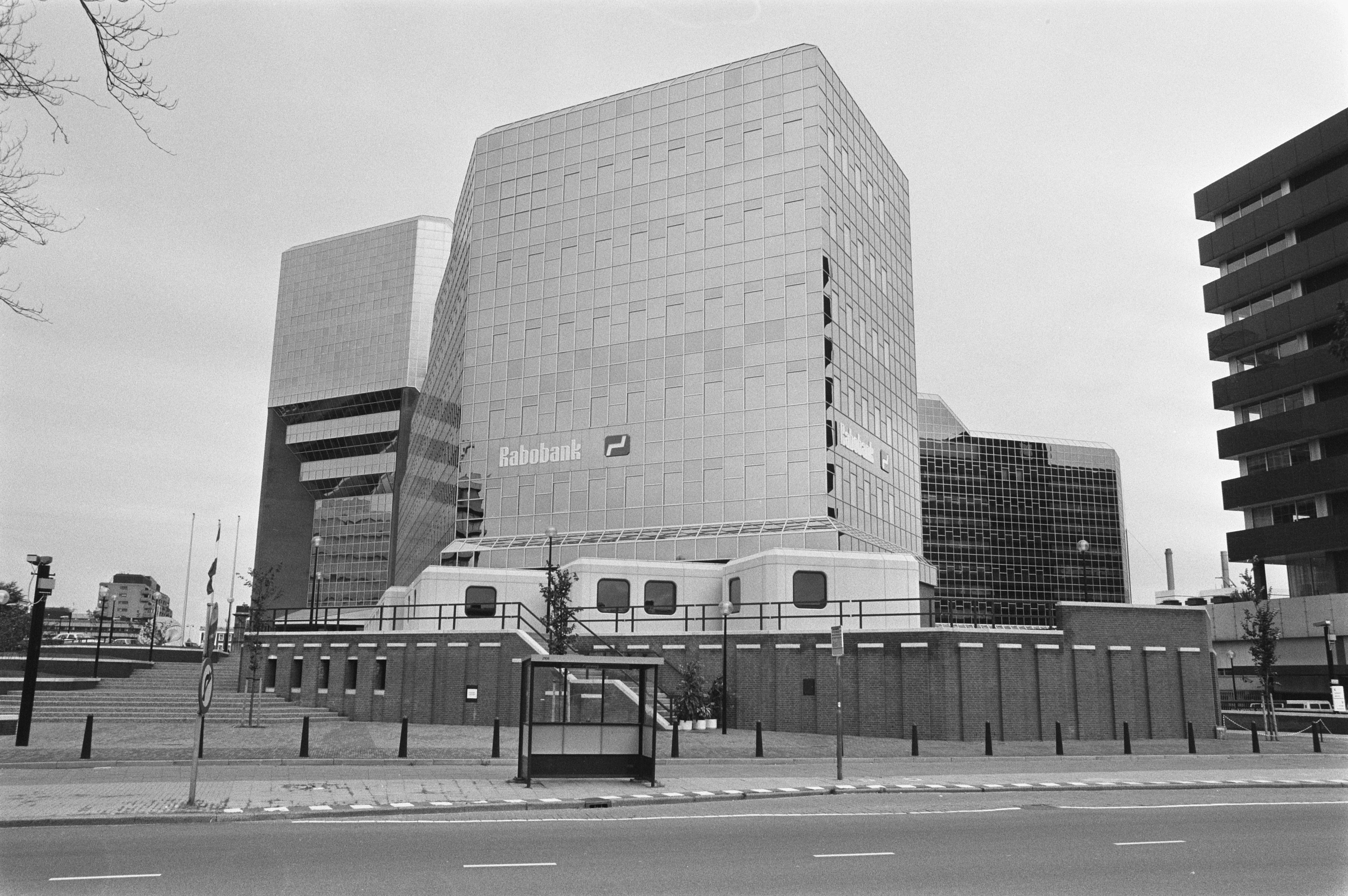
Hoofdkantoor Rabobank in 1984, in 2011 onderdeel geworden van het bestuurscentrum dat er naast is gebouwd, rechts is een klein stuk van het CVI te zien.

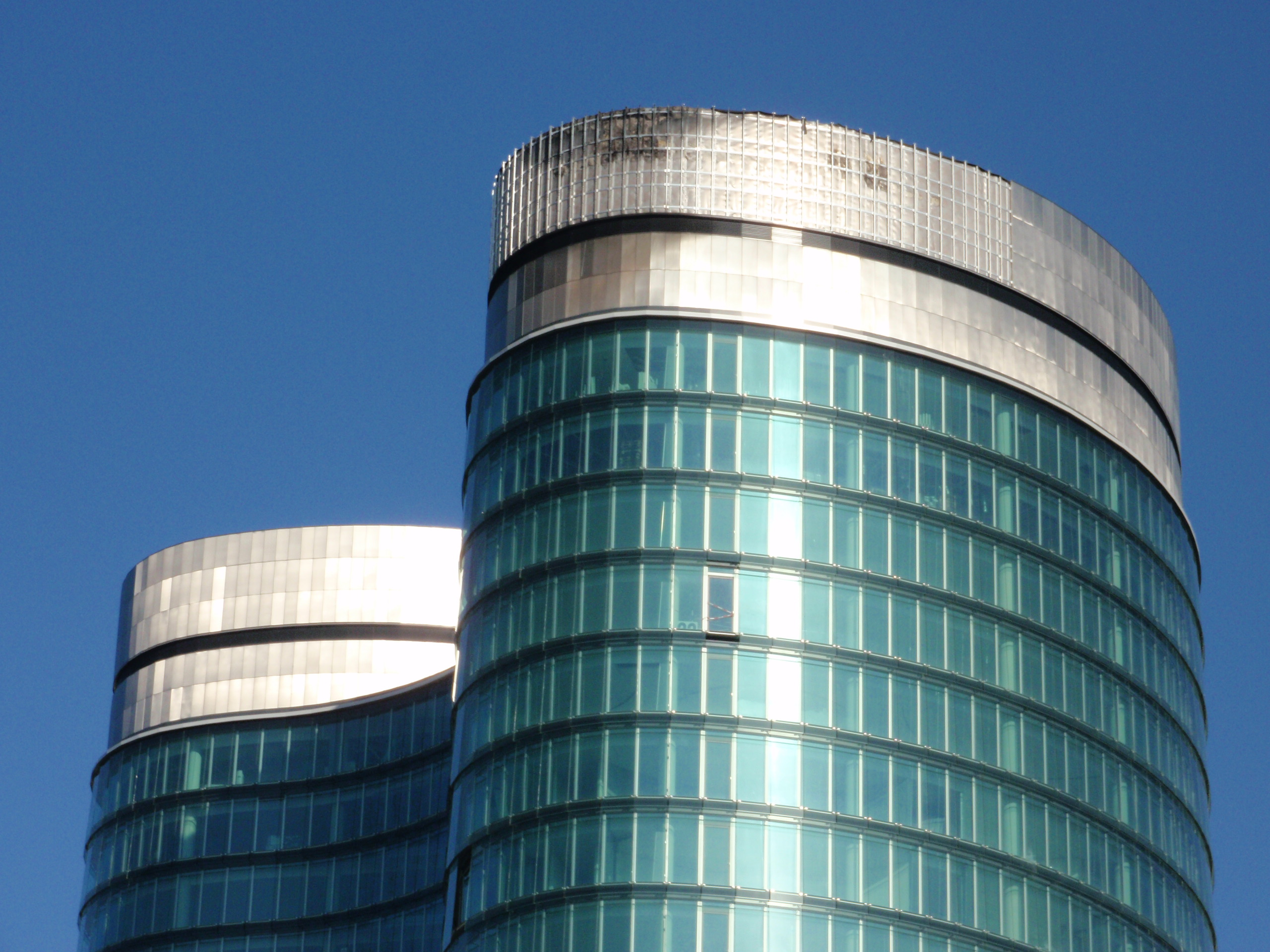
Toren van Rabobank na de eerste brand in juni 2010

## Incidenten

### Sloop voormalig CVI-gebouw
Het bestuurscentrum is gebouwd op de plaats van het gebouw van Centrum voor Informatieverwerking (CVI), tot 1995 het automatiseringsdochterbedrijf van de toenmalige N.V. Nederlandse Spoorwegen. Bij de sloop van dit gebouw rond 2007 zorgde een tik van een sloopkogel voor een onbedoelde kettingreactie, waardoor het gebouw als een kaartenhuis in elkaar stortte.

### Brandjes tijdens de bouw
Het gebouw is meerdere malen aangetast door in grootte variërende brandjes. De eerste brand vond plaats in de nacht van 26 op 27 juni 2010 op de 25e en 26e etage van de toren, die op dat moment nog in aanbouw was. Daarbij vatte een gasfles vlam, die vervolgens ontplofte. Doordat er nog geen water of elektriciteit aanwezig was, verliep het bluswerk moeizaam; er moest geblust worden vanuit de onaangetaste noordtoren en het water moest uit het nabijgelegen Merwedekanaal worden gehaald. De schade was aanzienlijk en vertraagde de oplevering. De oorzaak van de brand is nooit opgehelderd. Enkele maanden later, op 18 oktober, vonden er twee kleine brandjes plaats op twee verschillende etages, het ene anderhalf uur na het andere. Beide vuren waren snel onder controle, maar zowel de bouwvakkers als het reeds aanwezige personeel moesten het pand uit voorzorg verlaten.
Op 18 februari 2011 trad de vierde brand op, ditmaal in een technische ruimte op de tweede etage. Ondanks forse rookontwikkeling was ook deze brand snel onder controle. Enkele dagen later werden deze en voorgaande branden via een verklaring op de links-activistische website Indymedia opgeëist door een Griekse organisatie die zich de "Conspiracy Cells of Fire" noemde. Er werd beweerd dat de Rabobank zich inliet met de wapenindustrie, een fascistisch bedrijf was en indirect schuldig was aan de dood van duizenden mensen. De verklaring werd onderzocht door de Algemene Inlichtingen- en Veiligheidsdienst (AIVD), die kort daarop bekendmaakte dat de organisatie geen Nederlandse tak had en niet betrokken was bij de brandstichtingen. Dat sommige branden aangestoken waren, werd als feit beschouwd. Wie ervoor verantwoordelijk was is echter nooit opgehelderd.
Cooltoren (Rotterdam) · Delftse Poort (Rotterdam) · FIRST (Rotterdam) · Hoftoren (Den Haag) · JuBi-gebouw (Den Haag) · De Kroon (Den Haag) · Maastoren (Rotterdam) · Millenniumtoren (Rotterdam) · Mondriaantoren (Amsterdam) · Montevideo (Rotterdam) · New Babylon (Den Haag)  · New Orleans (Rotterdam) · The Red Apple (Rotterdam) · Rembrandttoren (Amsterdam) · De Rotterdam (Rotterdam) · Het Strijkijzer (Den Haag) · Westpoint (Tilburg) · World Port Center (Rotterdam) · De Zalmhaven (Rotterdam)
Achmeatoren (Leeuwarden) · Alphatoren (Enschede) · Carlton (Almere) · Erasmusgebouw (Nijmegen) · Europees Octrooibureau (Rijswijk) · EWI-gebouw (Delft) · Hondsrugtoren (Emmen) · Innovatoren (Venlo) · Kempkensberg (Groningen) · Lighthouse (Eindhoven) · Provinciehuis ('s-Hertogenbosch) · Rabobank (Utrecht) · Sardijntoren (Vlissingen) · IJsseltoren (Zwolle)